# Station Millbrook (Bedfordshire)
Millbrook (Bedfordshire) is een spoorwegstation van National Rail in Millbrook, Central Bedfordshire in Engeland. Het station is eigendom van Network Rail en wordt beheerd door West Midland Trains. 